# Procyanidine A2
 (juillet 2023).
La procyanidine A2 est une  procyanidine, un type de tanin condensé. 
C'est un dimère de proanthocyanidine de type A.
On peut la trouver dans l'avocat, la châtaigne, le jus de canneberge concentré, dans le péricarpe du litchi et de la cacahuète, dans l'écorce de quinquina (Cinchona sp.) ou de  cannelier (Cinnamomum sp.), dans Urvillea ulmacea et dans Ecdysanthera utilis.
La procyanidine B2 peut être convertie en la procyanidine A2 par réaction d'oxydation radicalaire[Quoi ?] en utilisant le 1,1-diphényl-2-picrylhydrazyle (DPPH) en conditions neutres[pas clair].